# Sekundærrute 435
Sekundærrute 435 er en rutenummereret landevej i Sønderjylland.
Landevejen starter syd for Haderslev, hvor den udgår ad Tøndervej fra sekundærrute 170. Ruten krydser E45 ved tilslutningsanlæg 69, Haderslev S, og jernbanen mellem Fredericia og Padborg. Kort herefter krydses både sekundærrute 403 og primærrute 24 inden den går ind i Rangstrup. Herfra drejer ruten mod syd ad Gammel Tøndervej og krydser sekundærruterne 175 og 179 sydøst for Agerskov. Herefter mødes den med sekundærrute 429 med hvilken den følges til syd for Bedsted, hvorefter de adskilles. Ruten fortsætter sydover gennem Øster Højst og mødes med sekundærrute 443 syd herfor, med hvilken den følges frem til primærrute 11 øst for Tønder.
1. ↑  Samlet trafik på det rutenummererede vejnet i 2010